# Ziemia jest płaska
Ziemia jest płaska – płyta punkrockowego zespołu Dezerter, wydana w 1998 roku. Po raz pierwszy wprowadzono w warstwie muzycznej ozdobniki elektroniczne, a w warstwie tekstowej pewną dozę przewrotnego humoru ("Nierząd w rządzie").

## Utwory
1. "Od wschodu do zachodu" – 4:14
2. "Nierząd w rządzie" – 2:59
3. "Ukryta kamera" – 3:58
4. "Co stanie się z nami" – 3:15
5. "Jezus" – 3:40
6. "Fałszywy prorok" – 3:42
7. "Nadmiar" – 4:18
8. "W dzisiejszych czasach" – 3:26
9. "I wykończymy wszystkich obrzydliwców" – 3:43
10. "Ktoś, kto lepiej wie" – 3:27
11. "Polowanie" – 3:11
12. "Jeśli" – 4:01
13. "Chaos" – 3:11
14. "Moja tradycja" – 5:02

## Skład
- Robert "Robal" Matera – śpiew, gitara
- Krzysztof Grabowski – perkusja
- Tomasz "Tony von Kinski" Lewandowski – gitara basowa, gitara

ponadto
- Jarek "Smok" Smak, Tony Kinski – realizacja
- Arek Waś gitara basowa w „Jeśli” i akordeon w „Jezus” i „Chaos”
- Dezerter – produkcja
- Grzegorz Piwkowski – mastering